# Giovanni Del Gaizo

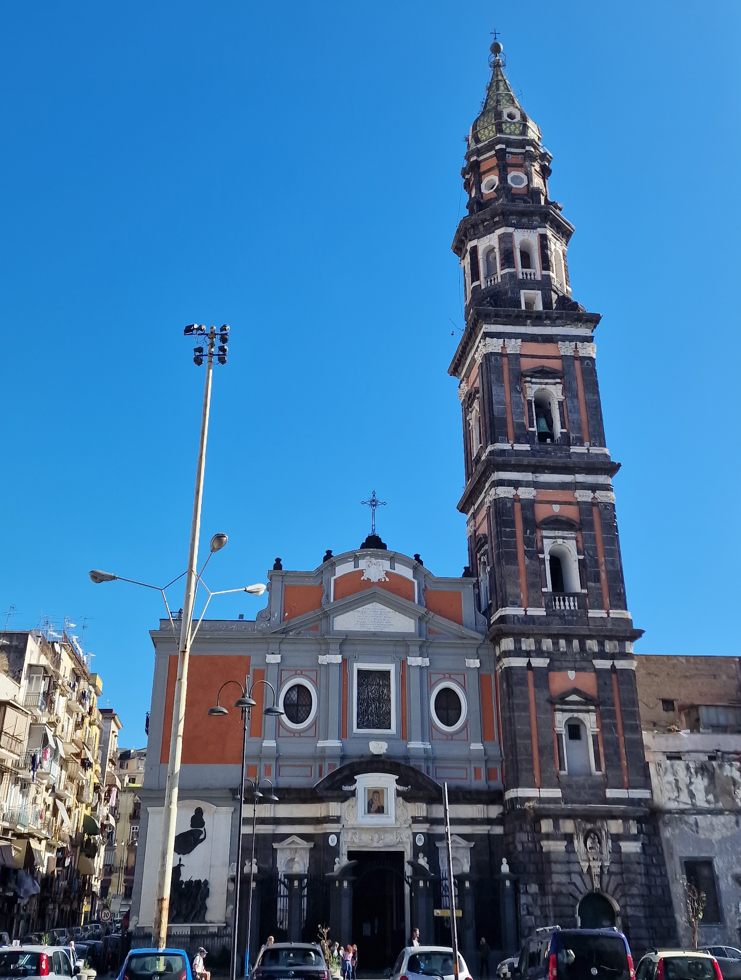
Facciata della Basilica del Carmine, a Napoli

Giovanni Del Gaizo (Napoli, 1715 – Napoli, 19 aprile 1796) è stato un ingegnere e architetto italiano, esponente dell'architettura napoletana tardobarocca e neoclassica. La sua formazione culturale è riconducibile al rococò con trasformazioni indirizzate verso il classicismo ancora di stampo barocco.

## Biografia
Fu uno degli allievi della scuola di Domenico Antonio Vaccaro, ma la sua architettura presenta motivi di diversa estrazione: in essa sono infatti riconoscibili gli stilemi architettonici del Vaccaro; le tematiche stilistiche di Gaetano Barba; le soluzioni spaziali di Mario Gioffredo con influenze di Ferdinando Fuga; l'unitarietà stilistica di Nicola Tagliacozzi Canale; e la lezione stilistica di Luigi Vanvitelli. Pur avendo partecipato ad un certo numero di progetti di rilievo, Del Gaizo ebbe un ruolo di secondo piano nelle vicende e trasformazioni architettoniche che si svilupparono nel Regno di Napoli durante il XVIII secolo.
Al 1737 risale l'intervento alla facciata della chiesa dei Santi Severino e Sossio effettuato dopo i danni del terremoto del 1731. Pochi anni dopo effettuò il restauro nella gotica Basilica di Santa Chiara insieme a Domenico Antonio Vaccaro e Gaetano Buonocore. Tale intervento mirava al rifacimento in stile barocco degli interni, per adattare l'edificio al gusto dell'epoca. Risalente al 1744 è invece la realizzazione del Palazzo Amoretti di Portici, residenza del cimeliarca del duomo di Napoli Giovanni Antonio Amoretti, e parte delle ville vesuviane del Miglio d'oro. L'8 luglio 1745 fu nominato Ingegnere Ordinario del Banco dei Poveri, incarico dal quale fu operò successivamente estromesso a causa dei danni subiti da una propria fabbrica.
Rilevante fu il progetto di rifacimento del prospetto della Basilica del Carmine di Napoli realizzato nel 1766 con decorazioni in pietra vulcanica e marmo, ed eseguito nel 1772. La basilica fu danneggiata durante la seconda guerra mondiale e ricostruita con errori di calcolo dell'altezza che l'alterarono lievemente. Contemporaneamente riprogettò l'Abbazia territoriale della Santissima Trinità di Cava de' Tirreni, i cui lavori terminarono nel 1778. La vecchia basilica fu demolita ad eccezione della Cappella dei SS. Padri che venne ridecorata con marmi e mosaici.
Dopo morte di Giuseppe Astarita, avvenuta nel 1775, Del Gaizo comparve tra i nove ingegneri camerali che rivolsero domanda al re per essere ammessi a godere della piazza di Ingegnere Camerale ordinario tra cui vi erano Luca Vecchione, Gennaro Papa e Michele Bonito.
Nel decennio successivo fece parte insieme a Ignazio Di Nardo e Gioacchino Magliano di una commissione di architetti proposta dalla Camera della Sommaria per l'edificazione del ponte di Civitate sul Fortore; l'incarico fu eseguito da Ignazio Di Nardo.
Nel corso della sua carriera, Del Gaizo collaborò con personalità di primo piano dell'architettura napoletana del XVIII secolo come Carlo Vanvitelli, Gaetano Buonocore (Napoli, 1696 – Napoli, 1765), Domenico Antonio Vaccaro, Nicola Tagliacozzi Canale, Gaetano Barba e Giuseppe Pollio.